# مركز جغرافي

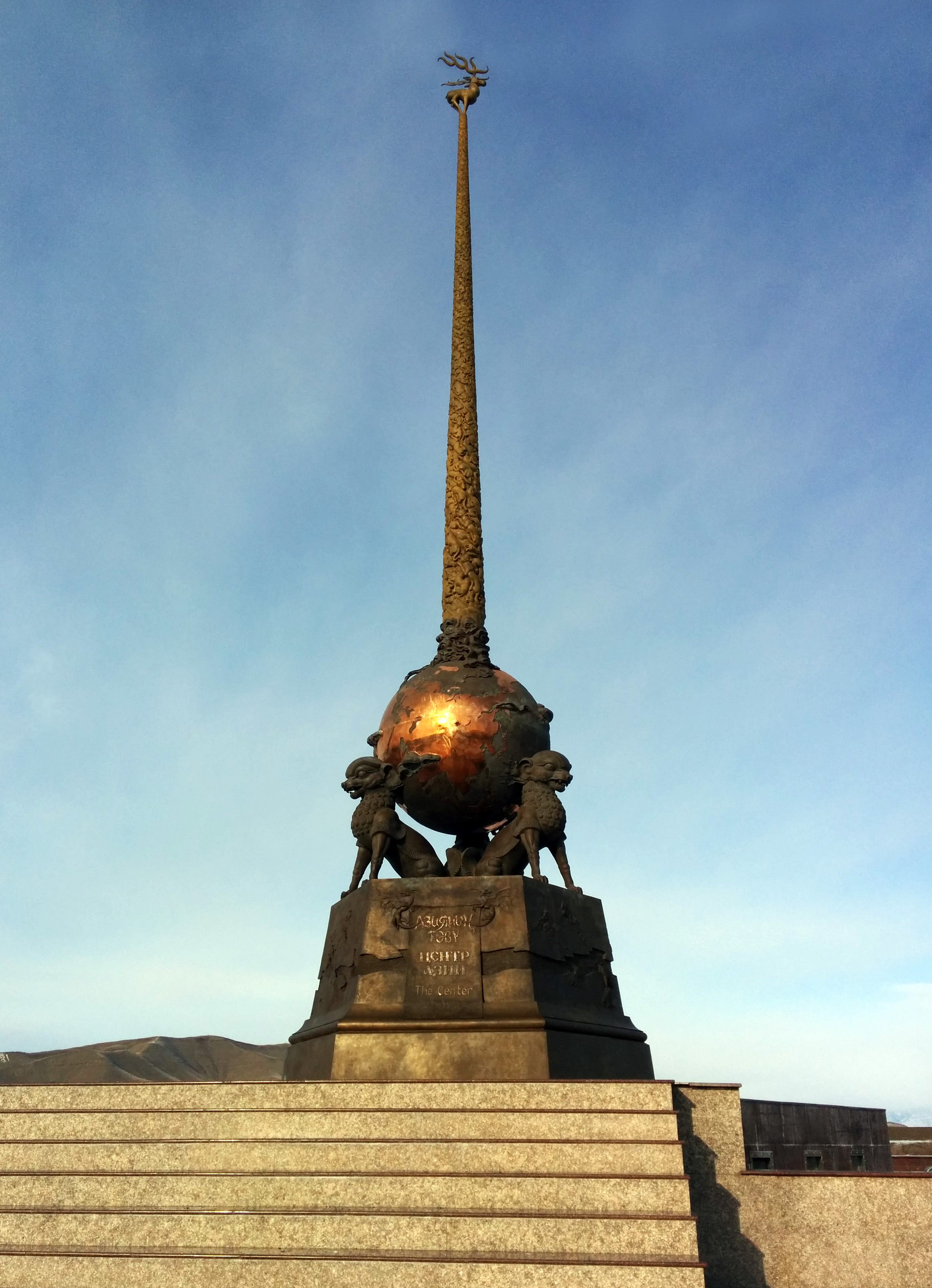

المركز الجغرافي مصطلح جغرافي يعني النقطة المركزية لمنطقة ثنائية البعد على سطح الأرض مثل مركز أوروبا الجغرافي

## مقالات ذات صلة
حافظ آبرو